# Зелена Роща (Мішкинський район)
Зеле́на Ро́ща (рос. Зелёная Роща) — присілок у складі Мішкинського району Курганської області, Росія. Входить до складу Маслинської сільської ради.
Населення — 69 осіб (2010, 99 у 2002).